# Siphonogramen
Siphonogramen es un género de algas, perteneciente a la familia Udoteaceae.

## Especies deSiphonogramen
- Siphonogramen abbreviatum
- Siphonogramen parvum